# Ectinoderus sinicus
Ectinoderus sinicus — вид хижих клопів родини редувіїд (Reduviidae). Описаний у 2022 році.

## Назва
НАзва виду sinicus перекладається з латини як «китайський».

## Поширення
Ендемік Китаю. Поширений в провінціях Фуцзянь, Гуандун і Гуансі.